# Église Saint-Martin d'Arvillers
L'église Saint-Martin d'Arvillers est située sur le territoire de la commune d'Arvillers, au sud-est du département de la Somme.

## Historique
L'église Saint-Martin du XVIIe siècle ayant été détruite pendant la Première Guerre mondiale,,, fut reconstruite durant l'entre-deux-guerres sur les plans des architectes Charles Duval et Emmanuel Gonse. Les travaux furent terminés en 1928.

## Caractéristiques

### Extérieur
L'édifice est construit en brique et béton armé selon un plan basilical traditionnel avec nef et chœur, sans transept. Le porche est précédé d'une sorte de narthex avec un tympan sculpté, œuvre de Raymond Couvègnes. Le chœur est à chevet plat.
Un clocher hors œuvre se termine par une flèche recouverte d'ardoise.

### Intérieur
L'église conserve une sculpture en bois représentant la Vierge de l'Annonciation, du début du XIXe siècle.
L'originalité du décor de l'église d'Arvillers réside dans le chemin de croix peint en 1929 par Henri Marret. Les stations sont constituées de fresques, mais présentées encadrées comme des tableaux.

## Photos

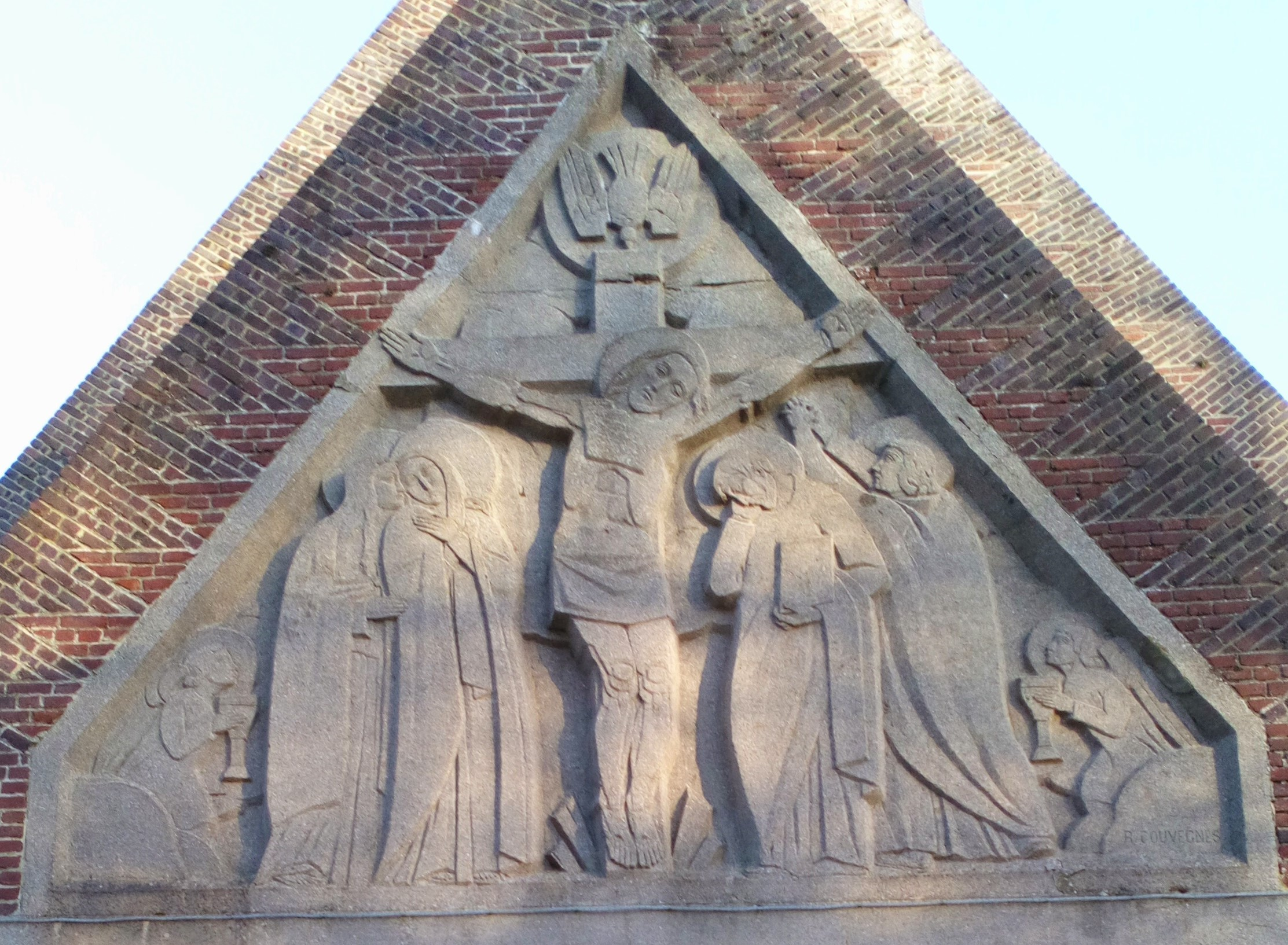
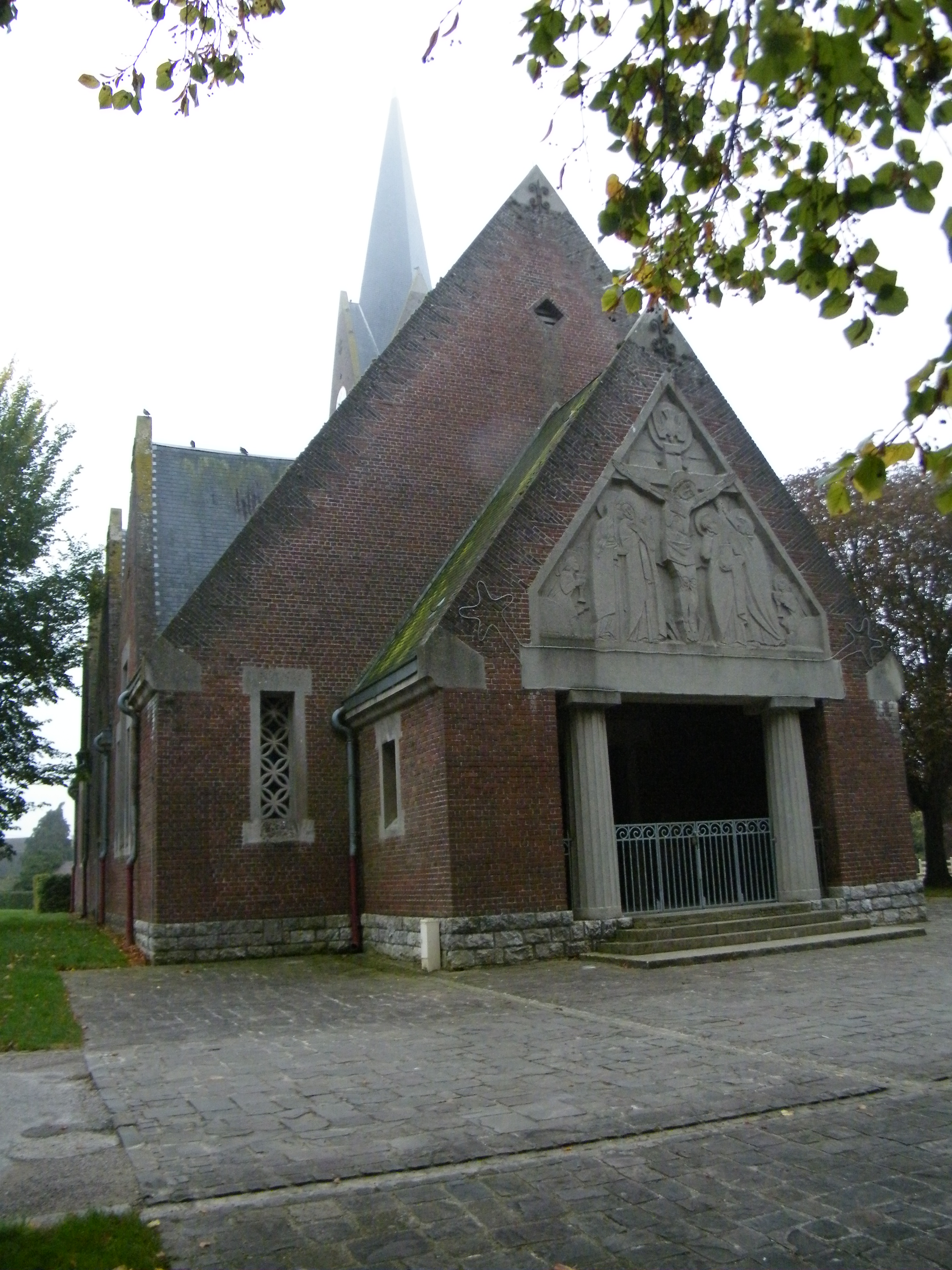
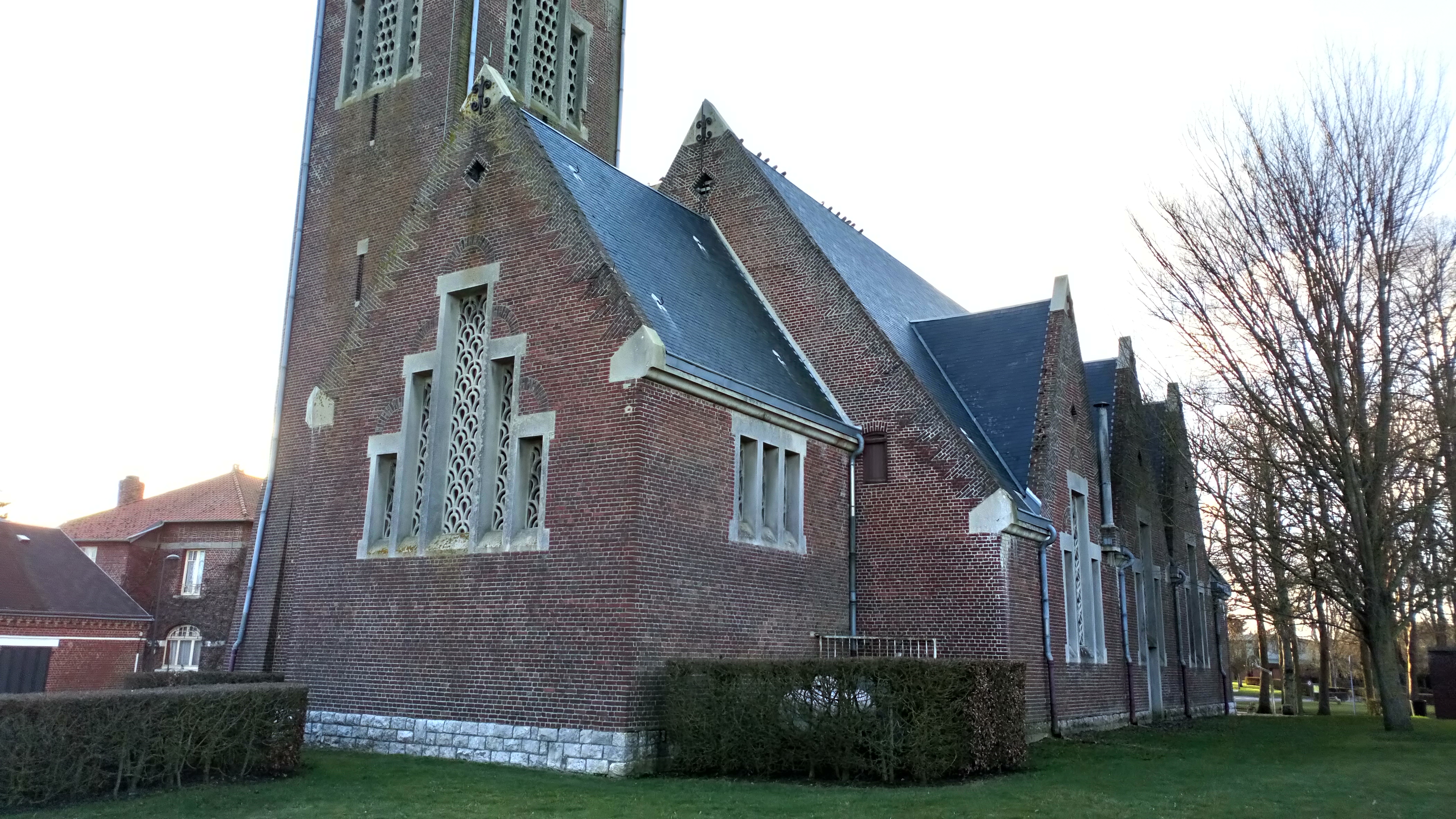